# Silvano Borzacchiello
Silvano Borzacchiello (* 8. Dezember 1965 in Castel San Pietro) ist ein italienisch-schweizerischer Jazzmusiker (Schlagzeug).

## Leben und Wirken
Borzacchiello stammt aus einer Künstlerfamilie in der Provinz Belluno (Venetien) und verbrachte seine Kindheit in Luzern, Neapel und Venedig, längere Zeit in der Gemeinde Stabio im Tessin. Nachdem er zunächst Klarinette gespielt hatte, besuchte er mit 14 Jahren erstmals eine Musikschule in Mailand. Es folgte ein Studium in der Schweiz und am Musicians Institute in Los Angeles.
Im Lauf seiner Karriere spielte Borzacchiello mit Musikern wie Franco Ambrosetti, Dado Moroni, Juan Munguia, Uri Caine, Steve Lacy, Reggie Johnson, Joe Diorio, Hans Kennel, Garrison Fewell, Greg Burk, Roberta Gambarini, Jeremy Monteiro, Paolino della Porta, Bebo Ferra, Attilio Zanchi, Marco Tamburini, Rosario Giuliani, Tino Tracanna, Jakob Dinesen, Craig Kickbusch, Jean-Cristophe Cholet, Michael Rosen, Ivo Antognini, Riccardo Fioravanti, Herbie Kopf, Andrea Dulbecco, Hilaria Kramer und Helga Plankensteiner.
Er gehörte u. a. zum Border Quartet (mit Danilo Moccia, Marco Bianchi, Stefano Dall’Ora), zum Giulio Granati Quartet/Trio, zum Piano Süd Trio (mit Antonello Messina, Luca Lo Bianco) und zum Santino Carcano Quintet; außerdem leitete er das Silvano Borzacchiello Quintet (mit Hilaria Kramer, Giulio Visibelli, Jean-Christophe Cholet, Stefano Dall’Ora), mit dem er 2007 das Album Costalta bei Altrisuoni vorlegte. Gegenwärtig unterrichtet er in Solothurn Schlagzeug.

## Internationale Auftritte
Los Angeles, New York, San Francisco, Japan, Thailand, Malaysia, Jamaika, Kanada, Kuba, Italien, Frankreich, England, Spanien, Deutschland, Niederlande, Portugal

## Werke
- Diskographie
- Border 4tet (Danilo Moccia, Marco Bianchi, Stefano Dall’Ora, Silvano Borzacchiello): Different Roads (Altrisuoni, 2021)
- WoN3: Thoughts in the Fridge (2023, mit Dario Carnovale, Luca Lo Bianco)
- Plays Monk
- SF3RO VIBES (Marco Bianchi (vibes), Riccardo Fioravanti (double bass), Silvano Borzacchiello (drums), 2023)